# ARTC HD63484

Плата расширения рабочей станции ELSA на базе ISA-16 с использованием Hitachi HD63484

Hitachi LSI HD63484 (ARTC) — графический процессор, созданный Hitachi в 1984 и поддерживающий разрешение дисплея в 4K.

## Описание
LSI HD63484 был построен по технологии КМОП 2 мкм и имел около 60 000 МОП-транзисторов и мог работать на частоте 8 МГц. ARTC представил разрешение экрана 4096 × 4096 пикселей при глубине цвета 1 бит (монохромный режим) или 1024 × 1024 при 16-битном цвете (65 536 цветов). Был ориентирован на компьютерную графику для развивающегося рынка настольных издательских систем с растровой печатью. Имел возможность программирования сигнала синхронизации ЭЛТ-мониторов. Мог поддерживать до 2 мегабайт видеопамяти и предлагал асинхронный интерфейс шины DMA, который можно было сопоставить с 16-битными шинами ISA и VME.